# NoordWoord
NoordWoord (gestileerd noordwoord) is een literaire stichting in Groningen met als werkgebied de gehele provincie.
De belangrijkste activiteiten die NoordWoord organiseert zijn:
- Dichters in de Prinsentuin
- het festival Het Grote Gebeuren
- de verkiezing van het Beste Groninger Boek
- de verkiezing van de Groninger stadsdichter

NoordWoord is in 2019 ontstaan uit SLAG, de Stichting Literaire Activiteiten Groningen, die zich in eerste instantie bezig hield met de organisatie van Dichters in de Prinsentuin. Gaandeweg nam men meer en meer activiteiten op zich. Zo werd de verkiezing van de stadsdichter door de gemeente overgedragen naar de stichting, net als die van van andere organisaties.
Sinds 2021 begeleidt NoordWoord het meerjarig project Gronings Vuur.
De stichting is gevestigd in het centrum van de stad en heeft vijf medewerkers in dienst. 